# Cyclocephala atricolor
Cyclocephala atricolor är en skalbaggsart som beskrevs av Chapin 1932. Cyclocephala atricolor ingår i släktet Cyclocephala och familjen Dynastidae. Inga underarter finns listade i Catalogue of Life.